# Präsidentschaftswahl in Ruanda 2010
Die Präsidentschaftswahl in Ruanda 2010 fand am 9. August 2010 statt. Sie war die zweite Direktwahl des ruandischen Staatspräsidenten seit dem Ende des Bürgerkrieges im Jahr 1994. Amtsinhaber Paul Kagame wurde mit einem Stimmenanteil von 93,1 Prozent im Amt bestätigt und für eine weitere Amtszeit von sieben Jahren gewählt. Allerdings fand die Präsidentschaftswahl unter Ausschluss mehrerer Oppositionsparteien statt und war durch offenkundigen Wahlbetrug gekennzeichnet, so dass das offizielle Wahlergebnis nur eine geringe Aussagekraft hat.

## Kandidaten
Der seit 2000 regierende Amtsinhaber Paul Kagame, der Führer der Ruandischen Patriotischen Front (RPF), galt bereits im Vorfeld der Präsidentschaftswahl als sicherer Wahlsieger. Er hatte drei Gegenkandidaten, die aber als chancenlos und Alibikandidaten der Regierung angesehen wurden. Alle drei hatten bei der letzten Wahl 2003 die Regierungspartei RPF unterstützt.
- Jean Damascène Ntawukuriryayo, Sozialdemokrat (PSD)
- Prosper Higiro, Liberal (PL)
- Alvera Mukabaramba, Kandidatin der Fortschritts- und Eintrachtspartei[5]

## Vorfeld
Im Vorfeld der Wahlen wurden zwei große Boulevard-Zeitungen verboten, dreißig Medienunternehmen zeitweilig ausgeschlossen und Kritiker des Amtsinhabers verhaftet. Es fanden mehrere politische Morde statt. Unter anderem wurde mit Andre Kagwa Rwisereka, ein Politiker der Demokratischen Grünen Partei Ruandas, im Juli 2010 von Unbekannten ermordet. Der damalige UN-Generalsekretär Ban Ki-moon forderte eine Untersuchung des Falles. Die Opposition hatte vergeblich eine Verschiebung der Wahl gefordert und ihre Kandidaten wurden zum großen Teil nicht für die Wahl zugelassen. Die Hutu Victoire Ingabire, von der Partei Forces Démocratiques Unifiées wurde wegen „Leugnung des Völkermordes“ kurzzeitig festgenommen. Der Partei selbst sowie der Grünen Partei wurde die Registrierung für die Wahl verweigert. Human Rights Watch beklagte, dass die Opposition zum Schweigen gebracht wurde. Verschiedene Menschenrechtsgruppen sprachen von einer systematischen Einschüchterung der Opposition.

## Verlauf der Wahl
Die Wähler konnten von 6 bis 15 Uhr ihre Stimme abgeben. Die Wahl verlief ohne größere Zwischenfälle. Obwohl gesetzlich erlaubt, schickten die Parteien der Opposition nur in einige wenige Wahllokale Beobachter, während die RPF überall Wahlbeobachter hatte. Im Osten des Landes wurden Wähler zur Abgabe ihrer Stimme gezwungen. Internationale Wahlbeobachter berichteten, dass in mindestens acht der von ihnen besuchten Bezirke die Wahlbeteiligung bei 100 Prozent gelegen sei, wobei alle Wähler für Kagame stimmten. Es gab Berichte, dass Menschen genötigt wurden, das Wahlbüro aufzusuchen und offen ihre Stimme abzugeben.
Wahlbeobachter der Afrikanischen Union berichteten von einem ordnungsgemäßen Verlauf der Wahl.

## Ergebnisse
Paul Kagame wurde erwartungsgemäß mit einer überwältigenden Mehrheit wiedergewählt. Er erhielt nach Angaben der nationalen Wahlkommission 93,08 Prozent der abgegebenen Stimmen.
Die Anzahl der Wahlberechtigten betrug 5.178.492. Bei 5.049.302 Wählern lag die Wahlbeteiligung offiziell bei 97,51 Prozent.
| Kandidaten                         | Kandidaten                    | Parteien                                   | Stimmen   | %    |
| ---------------------------------- | ----------------------------- | ------------------------------------------ | --------- | ---- |
|                                    | Paul Kagame                   | Front patriotique rwandais (RPF)           | 4.638.560 | 93,1 |
|                                    | Jean-Damascene Ntawukuriryayo | Parti social-démocrate (PSD)               | 256.488   | 5,1  |
|                                    | Prosper Higiro                | Parti libéral (PL)                         | 68.235    | 1,4  |
|                                    | Alvera Mukabaramba            | Parti pour le progrès et la concorde (PPC) | 20.107    | 0,4  |
| Gesamt                             | Gesamt                        | Gesamt                                     | 4.983.390 | 100  |
|                                    |                               |                                            |           |      |
| Ungültige Stimmen                  | Ungültige Stimmen             | Ungültige Stimmen                          | 65.912    | 1,3  |
| Wähler                             | Wähler                        | Wähler                                     | 5.049.302 | 88,3 |
| Wahlberechtigte                    | Wahlberechtigte               | Wahlberechtigte                            | 5.718.492 |      |
|                                    |                               |                                            |           |      |
| Quelle: African Elections database |                               |                                            |           |      |

## Reaktionen
Die Opposition wiederholte ihre Vorwürfe von nicht freien Wahlen. Der Leiter der Wahlkommission erklärte dagegen, dass man keine Berichte über Einschüchterungen erhalten habe. Die internationalen Reaktionen auf den Wahlausgang waren zwiespältig. Während ein Vertreter des Commonwealth einen „Mangel an kritischen Stimmen“ festgestellt hatte, zeigte sich die Hohe Vertreterin der EU für Außen- und Sicherheitspolitik, Catherine Ashton, erleichtert über den friedlichen Ablauf der Präsidentschaftswahl. Sie mahnte aber zugleich Fortschritte in Bezug auf grundlegende Freiheiten und die Freiheit der Medien an.
Überschattet wurde der Sieg Kagames zwei Tage nach der Wahl durch einen Granatenanschlag in der ruandischen Hauptstadt Kigali, bei dem mindestens sieben Menschen verletzt wurden.